# Pteraster tetracanthus
Pteraster tetracanthus is een zeester uit de familie Pterasteridae.
De wetenschappelijke naam van de soort werd in 1916 gepubliceerd door Hubert Lyman Clark.